# Comunitat Bet El
La Comunitat Bet El (en castellà: Comunidad Bet El), és una congregació religiosa del judaisme conservador argentí a Buenos Aires que ha estat un model per les altres sinagogues conservadores de l'Argentina, i de la resta d'Amèrica Llatina.

## Origen
En 1935, el rabí Schlessinger va afiliar la sinagoga de la congregació israelita argentina, amb el moviment del judaisme conservador dels Estats Units. En 1958, Schlessinger va demanar al rabí conservador Abraham J. Heschel, que enviés a un rabí per guiar als membres de la Congregació Israelita de la República Argentina (CIRA).
l'escollit va ser Marshall Meyer, un jove rabí l'arribada del qual va marcar l'inici d'una nova etapa en la vida comunitària jueva argentina. El 5 d'agost de 1959, va arribar amb la seva esposa Naomi a l'Argentina, fou contractat per 2 anys, però va viure en el país 25 anys.
Les modernes concepcions d'aquest jove rabí no van caure molt bé entre alguns dirigents de major edat pel que, després de moltes discussions, va decidir, al costat d'un grup de feligresos que el seguien, fundar una nova comunitat.
El somni de Marshall era fundar una comunitat que revitalitzés el judaisme. Marshall estava convençut de que el judaisme tenia un missatge de renaixement, perdó, responsabilitat social, i individual que faltava en l'existència dels altres jueus que eren els seus contemporanis.

És per això que va decidir fundar la comunitat Bet El, una congregació que va esdevenir un model per les altres sinagogues conservadores de l'Argentina i de la resta d'Amèrica Llatina.
| « | Y llamó el nombre de aquel lugar Bet El. | » |

## Història
En 1963 van llogar un saló per realitzar el seu primer Shabat al qual van assistir més de 1.000 persones, la qual cosa constituïa un nombre sense precedents, i van redactar la seva pròpia constitució. El temple Bet El, va esdevenir la sinagoga més nombrosa de Buenos Aires.
En 1973 van construir el seu propi edifici, que constava d'una sinagoga, un espai per a les activitats socials, instal·lacions esportives, i salons pels més petits. Degut a les idees innovadores del rabí, el temple Bet El, va ser el primer temple jueu conservador d'Amèrica del Sud, a on les dones podien llegir la Torà. Seguint l'exemple del seu fundador, Bet El va ser una institució solidària i políticament compromesa.